# Науру на Летњим олимпијским играма 2000.
Науру је други пут учествовао на Летњим олимпијским играма одржаним 2000. године у Сиднеју, Аустралија. До сада се налази међу земљама које нису освајале медаље.
Науру је представљала делегација од двоје спортиста који 1 мушкарац и 1 жена који су се такмичили у дизању тегова.
На свечаној церемонији отварања Летњих олимпијских игара 2000., заставу Науруа носио је, као и на претходним 1996. године, дизач тегова Маркус Стивен. 
Спортисти Науруа нису освојили ниједну медаљу, а најбољи пласман имала је женска представница Шива Пео освајањем 10 места у дизању тегова у категорији преко 75 кг. 

## Учешће спортиста Науруа по дисциплинама
| Спорт         | Мушкарци | Жене | Укупно |
| ------------- | -------- | ---- | ------ |
| Дизање тегова | 1        | 1    | 2      |
| Укупно (1)    | 1        | 1    | 2      |

## Дизање тегова

### Мушкарци
| Текмичар      | Дисциплина | Трзај    | Трзај   | Избачај  | Избачај | Укупно | Пласман | Детаљи |
| Текмичар      | Дисциплина | Резултат | Пласман | Резултат | Пласман | Укупно | Пласман | Детаљи |
| ------------- | ---------- | -------- | ------- | -------- | ------- | ------ | ------- | ------ |
| Маркус Стивен | -62 кг     | 122,5    | 15      | 162,5    | = 7-9   | 285    | 11 / 21 |        |

### Жене
| Текмичар | Дисциплина | Трзај    | Трзај   | Избачај  | Избачај | Укупно | Пласман | Детаљи |
| Текмичар | Дисциплина | Резултат | Пласман | Резултат | Пласман | Укупно | Пласман | Детаљи |
| -------- | ---------- | -------- | ------- | -------- | ------- | ------ | ------- | ------ |
| Шива Пео | +75 кг     | 97,5     | 11      | 122,5    | 10      | 220    | 10 / 11 |        |